# 奇澤姆 (澳大利亞國會選區)

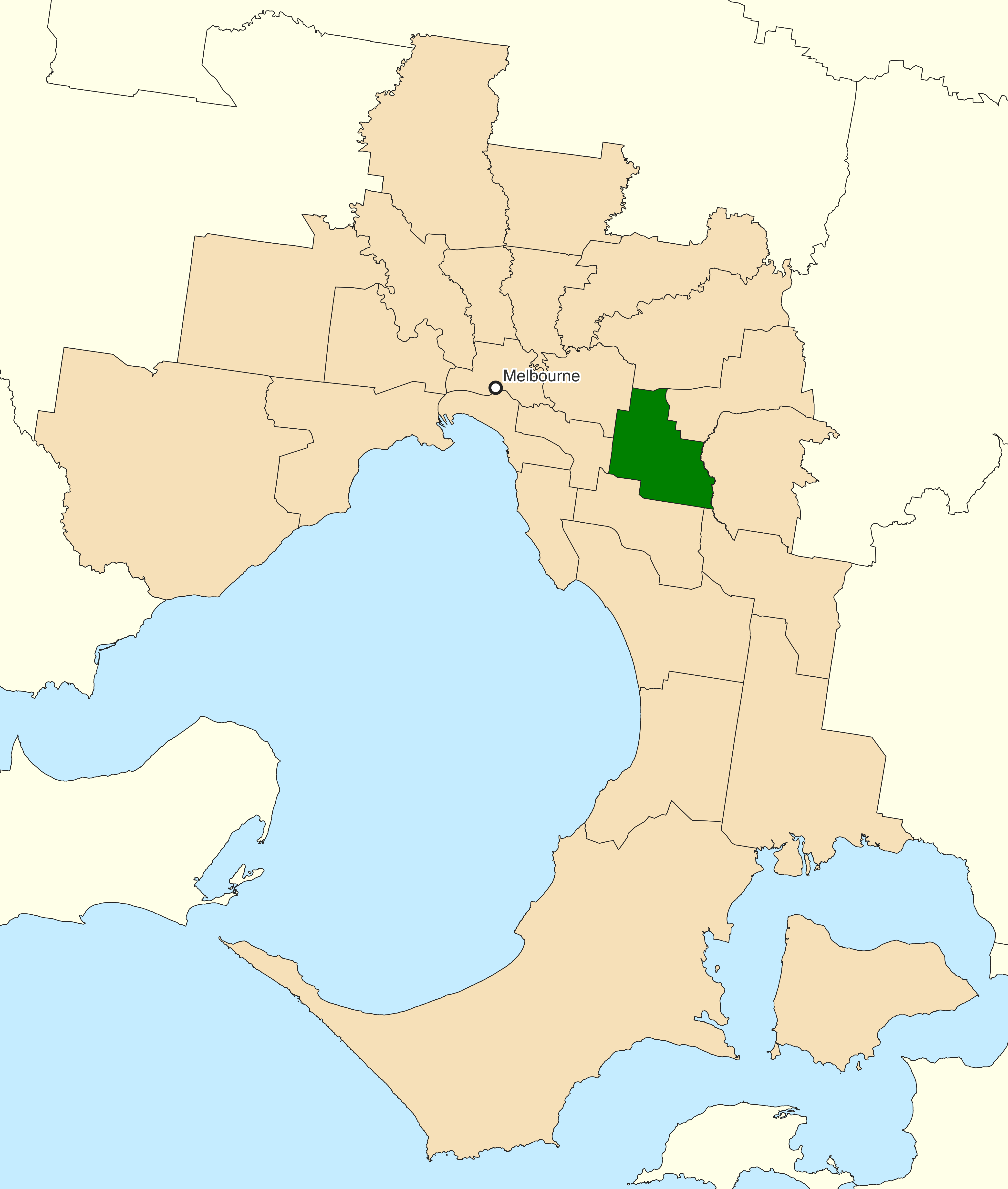
2022年時選區在墨爾本的位置，範圍以綠色顯示

奇澤姆選區（英語：Division of Chisholm），是澳大利亞維多利亞州的下議院選區，位於州府墨爾本東郊，面積65平方公里，目前的議員屬於澳大利亞工黨。

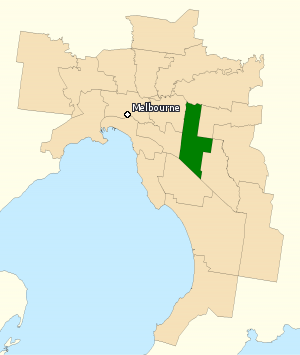
2010年的選區範圍

選區始於1949年，選區名是紀念19世紀人道主義者、移民婦女權益倡導者卡羅琳·奇澤姆。本區1983年以前是是自由黨的安全選區，此後是自由黨和工黨勢均力敵的選區。
本区包括维多利亚州主要的华人聚居区博士山（Box Hill）以及威夫利谷（Glen Waverley），拥有相当数量的华裔选民。
2016年至2019年的當區議員是原属自由党但后来於2018年脱党，成为独立议员的Julia Banks。
在2019年澳洲聯邦大選中，此選區出現由兩位華裔候選人，分別是自由黨籍香港移民廖嬋娥和工黨籍臺灣移民楊千慧爭奪此位的情況，而此情況更是全國首見。最後廖嬋娥以不足一釐的得票差率險勝，成為澳洲史上首位華裔國會議員，創造了歷史。
2022年，该选区在联邦大选中被工党籍候选人Carina Garland擊敗尋求連任的廖嬋娥而取得。